# Ludwig Theodor Zöllner

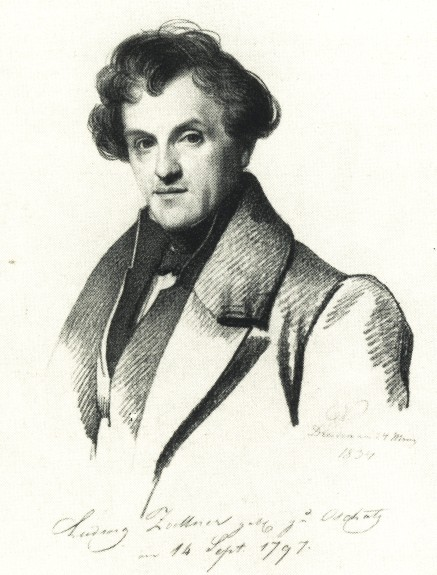
Carl Christian Vogel von Vogelstein, Ludwig Zoellner, 1834.

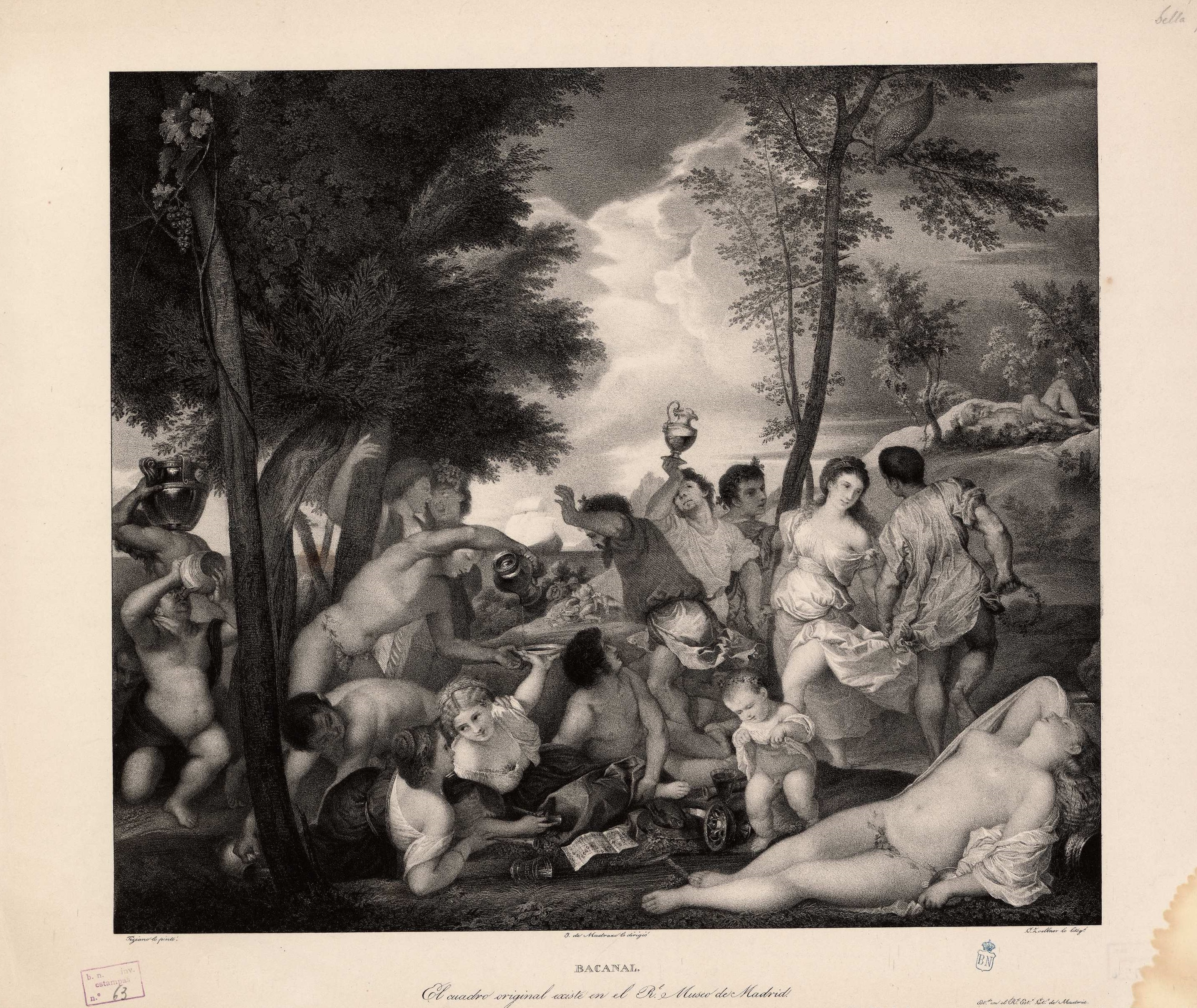
Bacanal, litografía. Firmado: «Tiziano lo pintó; J. de Madrazo lo dirigió; L. Zoellner lo litogº». Madrid, Biblioteca Nacional de España.

Ludwig Theodor Zöllner (Oschatz, 1796-Dresde, 1860) fue un pintor y litógrafo alemán.

## Biografía
Formado en la Academia de Dresde y discípulo de Carl Christian Vogel von Vogelstein, en 1826 el rey de Sajonia Federico Augusto I le otorgó una pensión para completar su formación como litógrafo en París. Contratado por José de Madrazo, viajó a España para trabajar con otros artistas en la reproducción de las obras maestras del Museo del Prado para la Colección litográfica de los cuadros del rey España el señor Fernando VII, obra impresa por el Real Establecimiento Litográfico entre 1826 y 1837. Zöllner firmó en ella las reproducciones de la Bacanal de los Andrios de Tiziano, el retrato de Ana de Austria, reina de Francia, a partir de un original de Rubens, la Sagrada Familia del pajarito de Murillo, Cleopatra de Guido Reni y la Operación quirúrgica de David Teniers. También para el Real Establecimiento Litográfico de Madrid realizó dos retratos distintos de María Cristina de Borbón, posiblemente por dibujo propio, La Virgen cogiendo la cabeza de Cristo por pintura que se encontraba en la colección del infante don Sebastián con atribución a Lucas van Leyden y el retrato de Manuel Fernández Varela según Vicente López, de los que existen ejemplares en la Biblioteca Nacional de España. De las litografías de reproducción de obras del Prado también los hay en el Gabinete de Dibujos, Estampas y Fotografías del museo.
En 1831 regresó a Dresde donde abrió su propio taller litográfico especializándose en retratos. Entre ellos varios por pinturas de su maestro, como el de Charles Maurice de Talleyrand, fechado en Londres el 26 de junio de 1834.